# Come from Away
Come from Away is een Canadese musical uit 2015 met boek, muziek en tekst van Irene Sankoff en David Hein. Het speelt zich af in de week na de aanslagen op 11 september 2001 en vertelt wat er gebeurde toen 38 vliegtuigen onverwacht moesten landen in de kleine gemeente Gander in de Canadese provincie Newfoundland en Labrador, als onderdeel van Operatie Yellow Ribbon. De personages in de musical zijn gebaseerd op (en delen in de meeste gevallen de namen van) echte inwoners van Gander, evenals enkele van de 7.000 gestrande reizigers die ze huisvestten en voedden.
Producties van de musical in Canada, de Verenigde Staten en Engeland werden goed ontvangen door pers en publiek. In seizoen 2021-2022 was een Nederlandse versie van de musical te zien.

## Uitvoeringen
Come from Away werd voor het eerst voor publiek gespeeld in 2015 in het La Jolla Playhouse in de Amerikaanse stad San Diego. Op 29 oktober 2016 werd de musical voor het eerst gespeeld in Canada, namelijk in Gander. Begin 2017 vond de eerste uitvoering op Broadway plaats, waarna de musical onder andere in Ierland (2018–2019), het Verenigd Koninkrijk (2019) en Australië (2019) vertoond werd. In Nederland wordt de musical geproduceerd door MediaLane in een vertaling van Danny Westerweel. De musical is op 18 november 2021 in première gegaan in het Nieuwe Luxor Theater in Rotterdam.

## Verhaal
Op de ochtend van 11 september 2001 beschrijven de inwoners van het plaatsje Gander (waaronder burgemeester Claude, politieagent Oz, lerares Beulah en dierenactiviste Bonnie) het dagelijkse leven in Newfoundland, en hoe ze het nieuws vernemen over de terroristische aanslagen in de Verenigde Staten ("Welcome to the Rock").
Vanwege de aanvallen wordt het Amerikaanse luchtruim gesloten, waardoor 38 passagiersvliegtuigen worden omgeleid en onverwacht op de luchthaven van Gander landen ("38 planes"). Het stadje is niet voorbereid op deze plotseling toestroom van gestrande reizigers. De inwoners van Gander komen in actie en bereiden zich voor op het huisvesten, voeden, kleden en troosten van de bijna 7.000 passagiers en 19 dieren ("Blankets and Bedding"). Nadat ze geland zijn, mogen de piloten, stewardessen en passagiers in eerste instantie de vliegtuigen niet verlaten, waardoor ze moeten omgaan met verwarrende en tegenstrijdige informatie over wat er is gebeurd en waarom ze plotseling aan de grond zaten ("28 Hours / Wherever We Are").
Eenmaal overgebracht naar verschillende noodopvangplekken in en rond Gander ("Darkness and Trees"), bekijken de passagiers en de bemanning herhalingen van de aanvallen op het nieuws en begrijpen ze waarom ze aan de grond zijn gehouden ("Lead Us Out of the Night"). Ze proberen wanhopig contact te zoeken met hun families en te bidden voor hun dierbaren, terwijl de inwoners van Gander de hele nacht doorwerken om hen op alle mogelijke manieren te helpen ("Phoning Home / Costume Party"). De reizigers zijn aanvankelijk verrast door de bijzondere gastvrijheid van het stadje, maar raken steeds meer op hun gemak en beginnen zich te hechten aan de eigenzinnige stedelingen en aan elkaar. De "eilandbewoners" van Gander en de omliggende steden stellen hun huizen open voor de "vliegtuigmensen", ongeacht ras, nationaliteit of seksuele geaardheid van hun gasten. Twee vrouwen, Beulah (uit Gander) en Hannah (uit New York), hebben allebei een zoon die bij de brandweer werkt, maar Hannah's zoon wordt vermist ("I Am Here"). Hannah vraagt Beulah om haar naar een kerk te brengen, en een aantal personages begeeft zich naar andere gebedshuizen in de stad ("Prayer").
Om de oplopende spanningen ("On The Edge") te verlichten, worden de passagiers uitgenodigd om te worden ingewijd als ere-Newfoundlanders bij de plaatselijke bar ("Heave Away / Screech In"). De ernst van de aanslagen wordt steeds sterker gevoeld, terwijl het Amerikaanse luchtruim eindelijk wordt heropend. Een vrouwelijke piloot, Beverley Bass, geeft commentaar op hoe haar eens zo optimistische kijk op de wereld plotseling is veranderd ("Me and the Sky"). Terwijl er tussen twee passagiers een liefde begint te ontwikkelen ondanks het vreselijke lot dat hen samenbracht ("Stop the World"), ziet een ander paar hun langdurige relatie uit elkaar vallen onder de stress van de gebeurtenissen.
Uiteindelijk mogen de passagiers en de bemanningen naar huis vliegen. Ze wisselen vreugdevol verhalen uit over de enorme vriendelijkheid en vrijgevigheid die de mensen uit Newfoundland hen toonden ('Somewhere in the Middle of Nowhere'). Maar een van de reizigers, een moslim, wordt geconfronteerd met toenemende vooroordelen van zijn medepassagiers, en wordt voor het instappen gefouilleerd.
De inwoners van Gander pakken hun normale leven weer op, maar voelen hoezeer hun stad nu leeg lijkt en hoe anders de wereld nu aanvoelt. De passagiers en het personeel van de luchtvaartmaatschappij die naar de Verenigde Staten terugkeren, worden geconfronteerd met de gruwel van de nasleep van de aanslagen, waaronder Hannah, die ontdekt dat haar zoon, een brandweerman, om het leven is gekomen tijdens de reddingspogingen in New York ("Something's Missing").
Tien jaar later komen de bemanningen en passagiers van toen weer bij elkaar in Gander, dit keer uit vrije keuze, om de levenslange vriendschappen en sterke banden te vieren die ze ondanks de terroristische aanslagen hebben gevormd ("Finale"). Zoals de burgemeester Claude het formuleert: "Vanavond herdenken we wat verloren is gegaan, maar vieren we ook wat we hebben gevonden."

## Cast
| Rollen                            | Broadway (2017)   | West End (2019)      | Nederland (2021-2022)                                            |
| --------------------------------- | ----------------- | -------------------- | ---------------------------------------------------------------- |
| Garth, Kevin Tuerff en anderen    | Chad Kimball      | David Shannon        | Steven Roox, Dieter Spileers (standby)                           |
| Annette, Beverley Bass en anderen | Jenn Colella      | Rachel Tucker        | Willemijn Verkaik, Janis Van Dorsselaer (standby)                |
| Claude Elliott en anderen         | Joel Hatch        | Clive Carter         | Wim Van Den Driessche, Diederik Rep (standby)                    |
| Bob en anderen                    | Rodney Hicks      | Nathanael Campbell   | Qshans Thode, Silencio Pinas (standby)                           |
| Ali, Kevin Jung en anderen        | Caesar Samayoa    | Jonathan Andrew Hume | Frank van Hengel, Silencio Pinas (standby)                       |
| Janice Mosher en anderen          | Kendra Kassebaum  | Emma Salvo           | Willemijn van Holt, Janis Van Dorsselaer (standby)               |
| Bonnie Harris en anderen          | Petrina Bromley   | Mary Doherty         | Lieke van den Broek, Miriam Venema (standby)                     |
| Oz Fudge en anderen               | Geno Carr         | Harry Morrison       | Robbert van den Bergh, Diederik Rep (standby)                    |
| Doug, Nick Marson en anderen      | Lee MacDougall    | Robert Hands         | Ad Knippels, Dieter Spileers (standby)                           |
| Hannah O'Rourke en anderen        | Q. Smith          | Cat Simmons          | Joanne Telesford, Suzanne de Heij / Jennifer van Brenk (standby) |
| Diane Gray en anderen             | Sharon Wheatley   | Helen Hobson         | Rosalie de Jong, Suzanne de Heij / Jennifer van Brenk (standby)  |
| Beulah Davis en anderen           | Astrid Van Wieren | Jenna Boyd           | Marleen van der Loo, Miriam Venema (standby)                     |

## Nummers
- "Welcome to the Rock" [Welkom op de Rots] – Claude, Ensemble
- "38 Planes" [38 Vliegtuigen] – Ensemble
- "Blankets and Bedding" [Dekens en Beddengoed] – Ensemble
- "28 Hours / Wherever We Are" [28 Uur / Waar We Ook Zijn] – Ensemble
- "Darkness and Trees" [Alles is Zwart] – Ensemble
- "On the Bus" [In de Bus] – Ensemble
- "Darkness and Trees (Reprise)" [Alles is Zwart (Reprise)] – Ensemble
- "Lead Us Out of the Night" [Leid Ons Weg uit de Nacht] – Ensemble
- "Phoning Home" [Naar Huis Bellen] – Ensemble
- "Costume Party" [Verkleedkist] – Diane, Kevin T, Beverley, Hannah, Kevin J, Nick, Bob
- "I Am Here" [Ik Ben Hier] – Hannah
- "Prayer" [Gebed] – Kevin T, Ensemble
- "On the Edge" [Op de Rand] – Ensemble
- "In the Bar / Heave Away" [In de Bar / Trossen Los] – Ensemble
- "Screech In" – Claude, Ensemble
- "Me and the Sky" [Mijn Vlucht door de Lucht] – Beverley, Ensemble
- "The Dover Fault" – Nick, Diane
- "Stop the World" [Stop de Tijd] – Nick, Diane, Ensemble
- "38 Planes (Reprise) / Somewhere in the Middle of Nowhere" [38 Vliegtuigen (Reprise) / Ver Weg] – Beverley, Ensemble
- "Something's Missing" [Iets Verloren] – Ensemble
- "10 Years Later" [10 Jaar Later] - Ensemble
- "Finale" – Claude, Ensemble
- "Screech Out" – Band

## Prijzen

### 2017
Washington D.C.-productie (2016)
- Helen Hayes Award voor:
  - Uitstekende musical
  - Uitstekende regie van een musical (Christopher Ashley)
  - Uitstekende ondersteunende actrice in een musical (Jen Colella)
  - Uitstekend ensemble in een musical

Broadwayproductie (2017)
- Tony Award voor:
  - Beste regie van een musical (Christopher Ashley)
- Drama Desk Award voor:
  - Uitstekende musical
  - Uitstekend boek van een musical (Irene Sankoff en David Hein)
- Outer Critics Circle Award voor:
  - Uitstekende Broadwaymusical
  - Uitstekend boek van een musical (Irene Sankoff en David Hein)
  - Uitstekende vrouwelijke bijrol in een musical (Jen Colella)
  - Uitstekend geluidsontwerp voor een toneelstuk of musical (Gareth Owen)

### 2019
West End-productie (2019)
- Laurence Olivier Award voor:
  - Beste nieuwe musical
  - Uitstekende muzikale prestatie
  - Beste geluidsontwerp (Gareth Owen)
  - Beste choreografie (Kelly Devine)

### 2022

#### Nederlandse productie (2021)
- Musical Awards voor:
  - Beste regie (Antoine Uitdehaag)
  - Beste decor, toneelbeeld en projecties (Roos Veenkamp)
  - Beste script en dialogen (Irene Sankoff & David Hein)
  - Beste vrouwelijke hoofdrol in een kleine musical (Willemijn Verkaik)